# Акванчі
Аква́нчі (англ. Akwanchi Monoliths) — кам'яні антропоморфні утворення, знайдені в Нігерії в районі Іком-Огоджа, у верхів'ях річки Крос.
Ці утворення встановлювались, ймовірно, до кінця XIX століття на могилах верховних жерців екої в лісах, поблизу поселень. В місцевих переказах йде мова про те, що акванчі «виросли із землі, як дерева», а також, що в минулому біля них здійснювались людські жертвоприношення.
Акванчі — колоноподібні моноліти висотою до 2 м. У верхній округлій частині — стилізоване зображення чоловічого лиця з бородою та рельєфним татуюванням. Лицева сторона вкрита орнаментальними формами, підкреслений виступаючий пупок, іноді позначені руки, складені на животі.